# A. W. F. Edwards

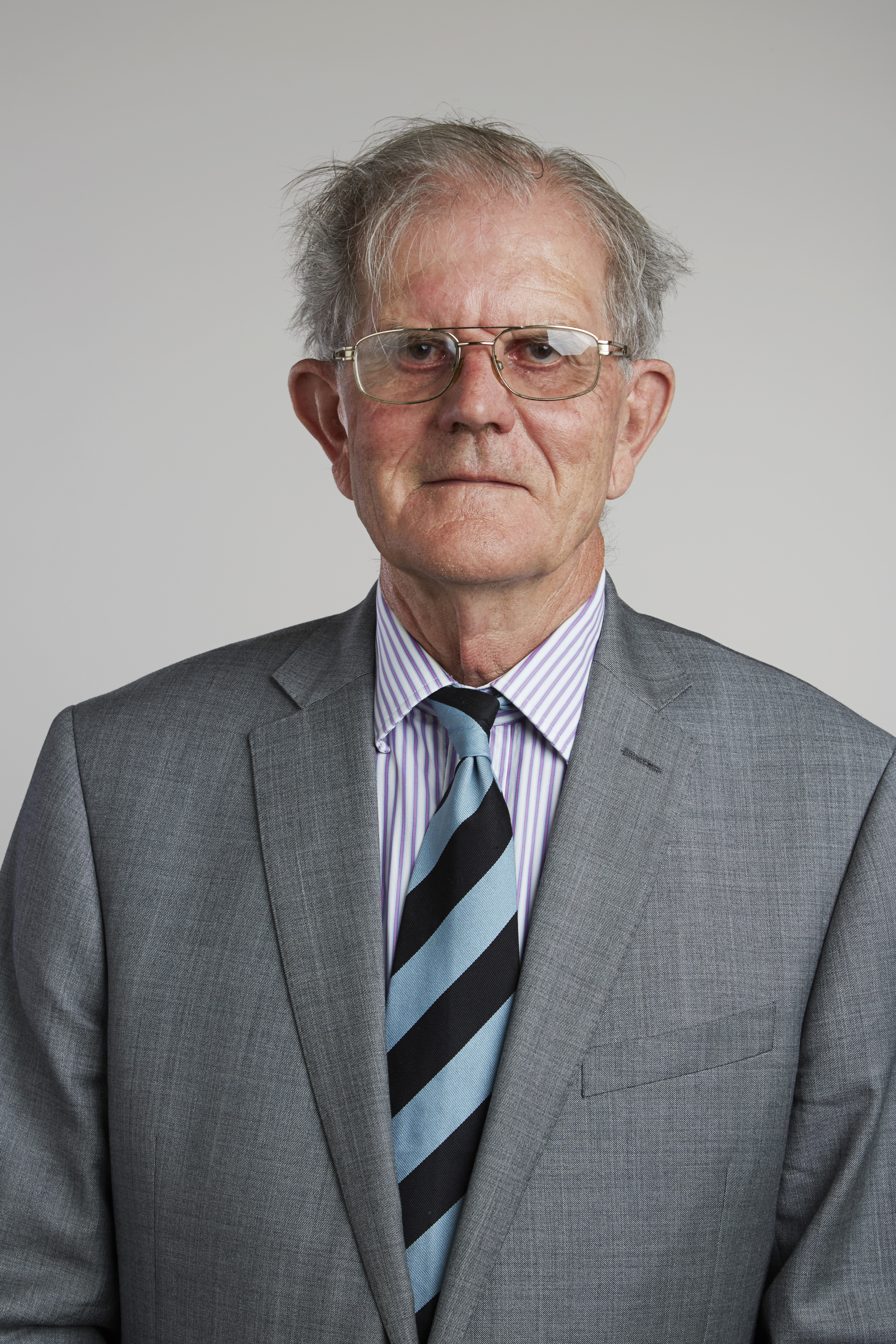
A. W. F. Edwards

Anthony William Fairbank Edwards, meist A. W. F. Edwards zitiert, (* 4. Oktober 1935 in London) ist ein britischer Statistiker, Genetiker und Evolutionsbiologe.

## Leben
Sein Vater war der Chirurg Harold C. Edwards und sein älterer Bruder der (medizinische) Genetiker John H. Edwards. Edwards besuchte Uppingham School und studierte an der Universität Cambridge. Dort promovierte er 1961 bei Alan Robert George Owen mit der Dissertation: The human sex ratio. Als Post-Doktorand war er 1961 bis 1964 bei Luigi Luca Cavalli-Sforza an der Universität Pavia, war ein Jahr an der Stanford University und dann drei Jahre Senior Lecturer in Statistik an der University of Aberdeen bei D. J. Finney. Nach eigenen Worten fand er damals keine Unterstützung für humangenetische Forschung und ging 1968 nach Cambridge, wo er sich dem Schreiben von Büchern widmete. Zu seinen Doktoranden gehörte 1974 die Mathematikerin Elizabeth A. Thompson. Er wurde Fellow des Gonville and Caius College in Cambridge, wo er Professor für Biometrie wurde. Er hat einen D.Sc. und einen Litt.D. und ist Ehrenprofessor der Universität Pavia.
Mit Cavalli-Sforza entwickelte er statistische, Computer-basierte Methoden um evolutionäre Stammbäume aus Gendaten zu erhalten (insbesondere Maximum-Likelihood). Er ist ein Schüler von Ronald Aylmer Fisher und ein Proponent von dessen Likelihood-Konzept, über das er ein Buch schrieb und das er als grundlegend für jede Art statistischer Inferenz sieht. Von ihm stammt ein Buch über mathematische Genetik.
Er schrieb auch Bücher über Pascals Dreieck, Venn-Diagramme, Geschichte der Statistik und Gregor Mendels zu gute statistische Ergebnisse (ein Thema das schon Ronald Fisher in den 1930er Jahren behandelte).
Bekannt ist er auch für die Zurückweisung der Ansicht von Richard Lewontin, Rasse wäre bei Menschen kein taxonomisches Konzept. Er veröffentlichte dies 2003 (Lewontins Irrtum, englisch: Lewontin’s Fallacy). Nach Edwards hatte sich Lewontin dabei von politischen Vorurteilen leiten lassen und fundamentale Fehler in Bezug zur Populationsgenetik begangen (siehe Rassentheorie#Überwindung).
Er ist Fellow der Royal Society (2015). Edwards ist passionierter Segelflieger.

## Schriften
- Likelihood, Cambridge UP 1972, erweiterte Neuauflage Johns Hopkins University Press 1992
- Pascal’s arithmetic triangle, the story of a mathematical idea, London: Charles Griffin 1987, Johns Hopkins University Press 2002
- Foundation of mathematical genetics, Cambridge UP, 1977, 2. Auflage 2000
- mit H. A. David: Annotated Readings in the History of Statistics, Springer, 2001
- Cogwheels of the Mind: The Story of Venn Diagrams, Johns Hopkins University Press, 2004
- mit Milo Keynes, Robert Peel (Hrsg.): A Century of Mendelism in Human Genetics, CRC Press, Boca Raton, Florida 2004
- mit A. Franklin, D. J. Fairbanks, D. L. Hartl, T. Seidenfeld: Ending the Mendel-Fisher Controversy, University of Pittsburgh Press, 2008
- Statistical methods in scientific inference, Nature, Band 222, 1969, S. 1233–1237.
- The history of likelihood, International Statistical Review, Band 42, 1974, S. 9–15.
- Are Mendel’s results really too close?, Biological Reviews, Band 61, 1986, S. 295–312.
- The origin and early development of the method of minimum evolution for the reconstruction of phylogenetic trees, Systematic Biology, Band 45, 1996, S. 79–91.
- The Genetical Theory of Natural Selection, Genetics, Band 154, 2000, S. 1419–1426.
- Human genetic diversity: Lewontin’s fallacy, BioEssays, Band 25, 2003, S. 798–801.